# احتیاج

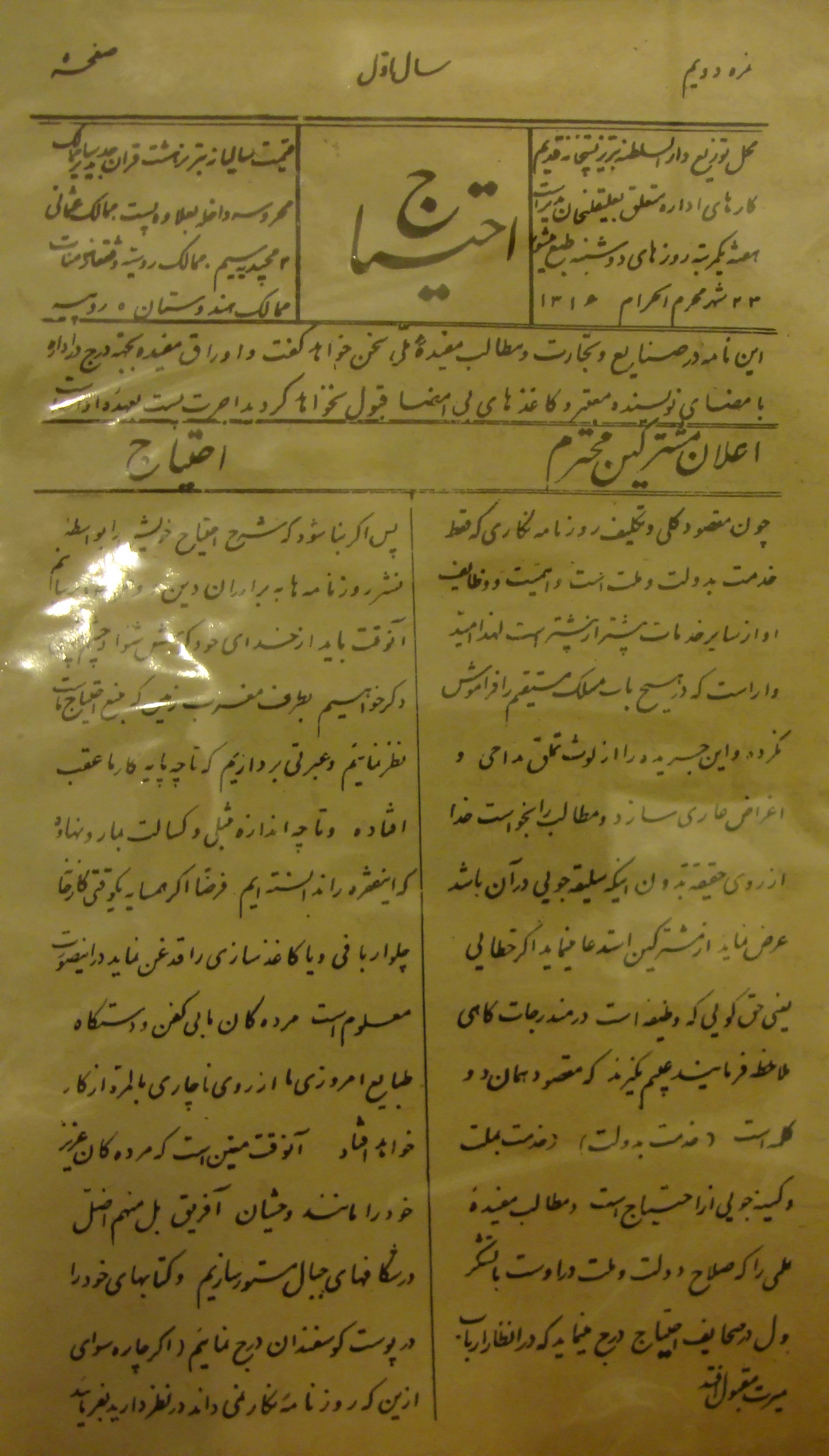

روزنامه احتیاج سومین روزنامه ملی و غیردولتی ایران پیش از انقلاب مشروطه بود که انتشارش در سال ۱۲۷۷ آغاز شد. این روزنامه با چاپ سنگی منتشر می‌شد. علی‌قلی خان صفروف بعد از این روزنامه، روزنامهٔ دیگری به نام اقبال منتشر کرد که اولین شماره آن، شمارهٔ هشتم از روزنامه احتیاج بود.